# 風流交番日記
『風流交番日記』（ふうりゅうこうばんにっき）は、1955年（昭和30年）11月8日公開の新東宝製作の日本映画。監督松林宗恵、脚本須崎勝弥。主演は小林桂樹、志村喬。モノクロ、スタンダード・サイズ、91分。

## 概説
中村獏の『風流交番日記』を原作とし、貧困問題や街娼、新警察法施行といった1954-1955年（昭和29-30年）当時の風俗や社会情勢を背景に、新橋駅前の交番を舞台に繰り広げられるグランド・ホテル形式のペーソス漂う人情喜劇。
後に東宝で「社長シリーズ」を撮ることになる松林宗恵にとって初めての喜劇作品。
喜劇の体裁で、笑える要素はあるものの、ハッピーエンドで終わるシークエンスが少なく、物語を一歩踏み込めば冷酷な現実の世界があるという真実を認識させ、観る者にやりきれなさを抱かせる仕上がりになっている。その点について神田貞三は、現実にはありえない問題の解決を提示しなかったことは、松林宗恵の「誠実な資質と態度」に因るものだろうとし、本作の「最も卓れている点は誠実な目をもっていることであり、最大の欠陥もまたそこにある」と評している。
ロケ・シーンでは俯瞰も含め、撮影当時の新橋駅周辺や有楽町などの風景を見ることができる。

## あらすじ
和久井巡査は、福島出身で農家の三男坊。お人好しで美人に弱く、勤務成績は中堅警察官としては下の上とパッとしない。同年輩の花園巡査は二枚目で、身嗜みに余念がない。質屋の娘、旅館の娘、蕎麦屋の娘、本屋の娘、夜の女たち..と女性に大人気で要領もよく、その交友関係を有効利用して勤務成績も優秀。真面目で純朴な19歳の新人、谷川巡査は未だ拳銃を撃ったことがない。勤続30年の最年長、大坪巡査は滋味溢れる好人物だが、私生活では家出した一人息子を安じて妻とともに心を痛めている。
そんな4人の勤務する新橋駅前交番には、様々な人がやって来る。
ある日、隣村の翁島出身だと言うユミが和久井を訪ねて来る。
ユミは同郷の和久井に会えた嬉しさでズーズー弁で話し出すが、都会的な花園に田舎者扱いされて和久井は憤慨し、ユミを冷たくあしらう。
その夜、巡回に出てユミと再会した和久井は、彼女が街娼だと知って驚く。今年は豊作だから故郷へ帰った方がよいと言う和久井に、ユミは、来年はきっと凶作だよと答える。
写真を撮られて商売を邪魔されたと怒った街娼たちが、取材していた記者を交番へと連れてくる。女たちが記者を袋叩きにしようとするのを止め、「こういう時の為に交番がある」と言ったユミの発案だった。「仕事の為だ」と言う記者を諌めてフィルムを取り上げた大坪は、その代わりにと、父親を探す新聞売りの正太郎少年を紹介し、記事にするよう勧める。そして、街娼たちに指名手配の殺人犯・山本の写真を見せ、見つけたら通報してくれるよう頼んだ。
臨時で本署の留置場勤務になった和久井は、無銭飲食で連れて来られた青年の持っていた写真から、彼が大坪の一人息子・一郎と気付く。和久井は、世間話の体を装って息子を心配する大坪の話をし、一郎を諭す。
数日後、記事を見た正太郎少年の父親・健吉が交番を訪れる。安堵する大坪に健吉は、自分が罪を犯して逃亡中の身であることを告げ、晴れて息子に会うために自首をする決心がついたと言う。本署へ連行する途中、大坪は健吉を正太郎に会わせてやる。
山本を客に取ったユミは、和久井に手柄を立てさせようと宿から電話で知らせるが、そのことに気付いた山本に打擲され、右耳に怪我を負ってしまう。
逃走する山本を追いかける和久井。山本と出会した谷川は足を撃たれるが、格闘の末に山本の拳銃を取り上げる。追ってきた和久井が「撃て！」と指示し、谷川は震えながら目を閉じて発砲、弾は山本に命中した。
山本を取り押さえた和久井は、茫然自失状態の谷川に、「こいつを引っ張って行け」と山本を連行させる。せっかくの手柄を譲ってしまった和久井を見て、ユミは表情を曇らせるが、思い直した様に「あの人、きっと出世する」と顔を上げて呟く。
しばらくして、別の所で働くことになったとユミが別れの挨拶に交番を訪れた。大坪は、ユミが鳩の街で体を売ることになったこと、山本に殴られて片耳を失聴したこと、彼女の和久井への想いが真実からのものであることを知り、愕然とする。和久井を好きなのだろうと問う大坪に、大好きだが叶わないことだと知っているとユミは答え、和久井に頑張れと伝えてくれと明るく言って交番を後にする。大坪は居た堪れない思いでユミを見送ったが、川を渡る彼女の顔は晴れやかだった。
そのころ和久井は、花園から昇進と栄転と警部の娘との結婚を報告されたうえ、密かに思いを寄せていた瑠美子の結婚式を目撃し、すっかり気落ちしてしまっていた。ユミが去った後、交番に来た和久井は、ユミの失聴も真心も知らず、自分はつくづく損な生まれつきだ、巡査を辞めたくなった、女房の来手もないとぼやく。そんなことはない、君に惚れた女はきっと命懸けだと大坪は和久井を励ました。
足の怪我が治った谷川巡査は、潑剌と勤務に励んでいる。
大坪の妻が、息子の一郎から速達が届いたと交番にやって来る。手紙には父への悔悟の念とともに、北海道で働いていることが綴られていた。安堵する和久井。
そこへ連絡が入り、３人は緊急警戒に出動することになった。「老骨を奮って久しぶりに手柄を立てるぞ」と言う大坪に、笑顔で応える和久井。お巡りさんは今日も忙しい。

## スタッフ
- 監督：松林宗恵
- 製作：藤本真澄、金子正且
- 原作：中村獏 (20世紀社版)
- 脚本：須崎勝弥
- 潤色：井手俊郎
- 撮影：西垣六郎
- 照明：傍土延雄
- 録音：中井喜八郎
- 美術：黒沢治安
- 音楽：宅孝二
- 助監督：瀬川昌治
- 編集：後藤俊男
- 特殊技術：新東宝特殊技術
- 製作主任：前田晃利

## 出演者
- 和久井巡査：小林桂樹
- 大坪巡査：志村喬（東宝）
- 花園巡査：宇津井健
- 谷川巡査：御木本伸介
- ユリ：阿部寿美子
- 瑠美子：安西郷子
- 大坪さき：英百合子
- 大坪一郎：天知茂
- 正太郎の父・健吉：加東大介
- 正太郎少年：伊東たかし（伊東隆）
- 山本修造：丹波哲郎
- 宮川警部補：高田稔

- 三郎少年：井上大助
- バタ屋：多々良純
- バタ屋の妻：花岡菊子
- 新聞売り：千明みゆき
- 酔漢：若月輝夫
- 易者：小倉繁
- パチンコ屋の客：小高まさる
- パチンコ屋の店員：鮎川浩
- おふみ：三原葉子
- お絹：城実穂
- 久美子：内田あけみ
- まり子：若杉嘉津子
- 質屋の娘・うた子：邦千代子
- お富：加藤欣子
- 佐竹巡査部長：児玉一郎
- 鈴木巡査：菊地双三郎
- 松本刑事：倉橋宏明
- 押売：今清水基二
- 留置場の男：有馬新二
- 留置場の学生：三村恭二
- 野上千鶴子
- 岡崎夏子
- 大原栄子
- 松本朝夫
- 山田長正
- 三宅実
- 築地博
- 小森敏
- 広瀬康治
- 草間喜代四
- 杉山弘太郎
- 秋山要之助
- 山川朔太郎
- 相田晴雄
- 生方賢一郎
- 高松政雄
- 高村洋三
- 國創典
- 万代裕子
- 田代千代子
- 西朱実
- 藤川洋子
- 水帆順子
- 井波静子

## エピソード
- ユリを演じた阿部寿美子は本作を、新東宝時代で一番好きな作品と話している。ユリ役は筑紫あけみに決まっていたが、病気のため降板となり、阿部に回ってきたという。丹波哲郎に殴られるシーンでは、丹波の拳が実際に阿部の顔面に当たってしまい、阿部の前歯が2本折れてしまった。挿し歯だったので痛みはなかったが「ホッペタが腫れちゃいました」と述べている。[3]
- 交通規制をしてのロケ撮影の際、小林桂樹が撮影所に警棒を忘れて現場に来てしまったが、撮影所に戻る時間的余裕がなく、困ったサード助監督が本物の警察官に警棒を貸してくれと頼みに行ったものの叱責されて断られてしまい、ロケが中止になったことがあった。[4]
- 丹波哲郎演じる山本の手配写真を見た街娼の一人が、「なんとか酒場って映画に出てきたギャングの親分」という台詞があるが、『たそがれ酒場』で丹波が演じた役にかけたものである。
- 新人の谷川巡査を演じた御木本伸介は、立教大学在学中に『戦艦大和』にエキストラで出演し、その後も『叛乱』や松林・須崎コンビの『人間魚雷回天』など数本の新東宝製作の映画に出演していたが、本作から新東宝と契約、阿部豊の命名した御木本伸介の芸名で本格デビューを飾った。[5]
- カメラマンの土門拳は天知茂の兄・臼井薫の師にあたり、臼井の弟が出演していると知って映画館で本作を鑑賞。天知の演技について細々と触れながら「お前の弟、あれはなかなかええぞ。将来有望だ。伸びるぞ」と臼井に伝え、それを兄から聞かされた天知は感泣したという。[6]